# Кошаркашка репрезентација Габона
Кошаркашка репрезентација Габона представља Габон на међународним кошаркашким такмичењима. Њом управља кошаркашка федерација Габона. Габонци нису до сада учестваволи на олимпијским играма и светским првенствима, док су на Афричком првенству учествовали два пута.

## Афричко првенство
- Кенија 1993. - 9. место
- Алжир 2005. - 9. место

## Познати играчи
- Стефан Лазме, кошаркаш Партизана и некадашњи члан НБА екипа Голден стејт Вориорс и Мајами Хит.